# Latinus (Latium)
Pour les articles homonymes, voir Latinus.
Dans la mythologie grecque et romaine, Latinus ou Latinos était roi des Aborigènes, peuple mythique du Latium.

## Mythe
Les traditions divergent sur son ascendance : les Grecs en font généralement le fils de Circé, qu'elle aurait eu avec Ulysse (chez Hésiode, ce qui en fait le frère d'Agrios et de Télégonos), ou bien avec Télémaque — mais lui prêtent parfois aussi Calypso pour mère, ou bien le font naître d'Héraclès et d'une Hespéride ; chez les Romains, il est généralement fils de Faunus et de la nymphe italique Marica. Selon cette tradition, il est, par son père Faunus, le petit-fils de Picus et de la nymphe Canens, ce qui fait à la fois de lui l'arrière-petit-fils des dieux Saturne, père de Picus, et Janus, père de Canens.
Il a de son épouse Amata un fils mort en bas âge. Il ne lui reste alors plus qu'une fille, Lavinia, jeune princesse recherchée en mariage par plusieurs princes d'Italie, et surtout par Turnus, roi des Rutules, qu'Amata, la tante maternelle de ce jeune monarque, favorise. Mais d'effrayants prodiges retardent cette union.
Un jour que la princesse brûle des parfums sur l'autel, le feu prend à sa chevelure, s'attache à ses vêtements, répand autour d'elle des tourbillons de flamme et de fumée, sans qu'elle en éprouve aucun mal. Les devins consultés augurent que sa destinée sera brillante, mais fatale à son peuple ; et Faunus défend à Latinus de marier sa fille à un prince du Latium, annonçant un étranger dont le sang mêlé au sien doit élever jusqu'au ciel la gloire du nom latin.

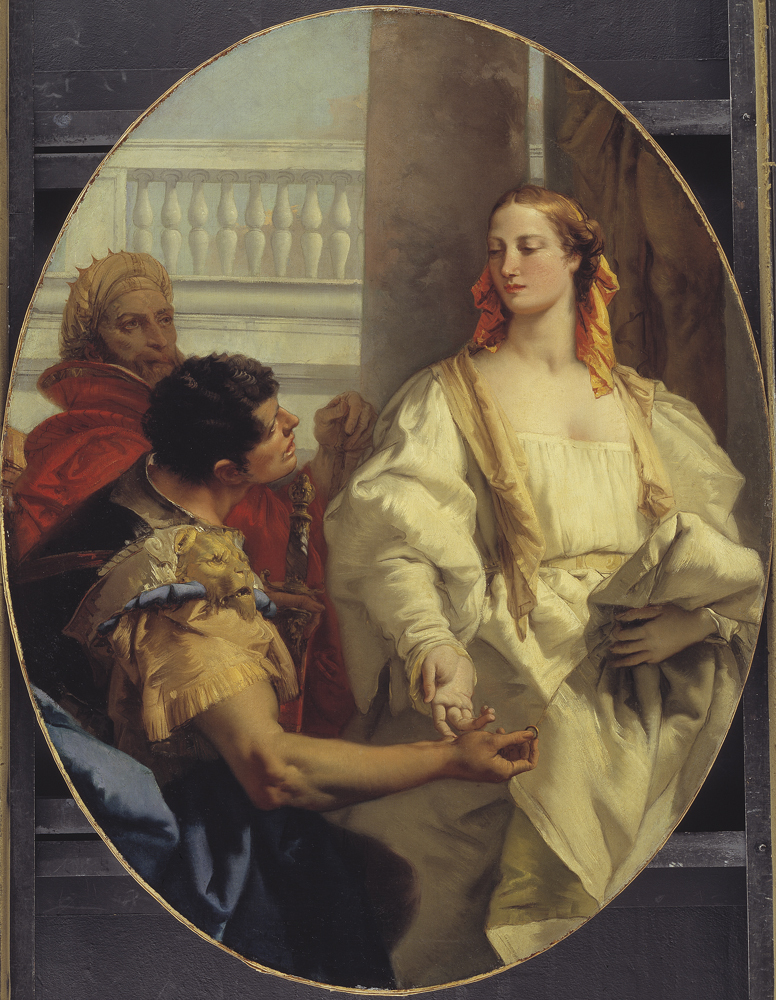
Latinus offrant sa fille Lavinia à Énée en mariage, Giambattista Tiepolo, 1753-1754, Statens Museum for Kunst, Copenhague.

C'est alors qu'Énée aborde en Italie, et vient demander un asile à Latinus. Le roi le reçoit bien, et, se rappelant l'oracle de Faunus, il fait alliance avec Énée, et lui offre sa fille en mariage. Les Latins s'y opposent et forcent leur roi à la guerre. Le Troyen ayant eu l'avantage tue Turnus, devient possesseur de la princesse et héritier de Latinus, dont l'épouse Amata, se pend de rage (ou de désespoir) en voyant les Latins au bord de la défaite.
Veuve d'Énée et voyant le trône occupé par Ascagne (fils qu'Énée a eu d'une première union), Lavinia n'est pas sans crainte pour ses jours. Elle va se cacher dans les forêts où elle met au monde un fils qui prend le nom de Silvius. L'absence de cette princesse fait murmurer le peuple ; Ascagne est obligé de la faire chercher et de lui céder la ville de Lavinium.

## Postérité
Dans la Divine Comédie, il est vu par Dante dans le premier cercle des Enfers, lieu où vont les vertueux non baptisés ou nés avant le Christ[réf. souhaitée].

### Sources antiques
- Hésiode, Théogonie (VIIIe siècle av. J.-C.)
- Virgile, Énéide, Chant VII (Écrit entre 29 et 19 av. J.-C.)